# Fanning Springs
Fanning Springs è una città degli Stati Uniti d'America situata in Florida, divisa tra la Contea di Levy e la Contea di Gilchrist.